# Vandalia (Hymne)
Vandalia war von 1836 bis 1918 die Landeshymne von Mecklenburg-Strelitz.

## Entstehung und Geschichte
Der Volksschullehrer Johann Friedrich Bahrdt schrieb 1836 den Text; kurz darauf komponierte der Sohn seines vorgesetzten Ministers, Carl von Oertzen (1801–1871), die Melodie dazu.
Zum ersten Male gesungen wurde die Hymne am 57. Geburtstag von Großherzog Georg, am 12. August 1836 in der Orangerie von Schloss Neustrelitz vom Hofopernsänger Ludwig Gubitz. Seit dieser Zeit wurde das Lied hoffähig und gelangte auch durch die Schulen allmählich zur Kenntnis des Volkes. Später war es als Landeshymne anerkannt, aber trotzdem im Land nicht sehr weit verbreitet. „Viele“, so eine Feststellung von 1901, „kennen es gar nicht; anderen ist es bekannt, aber nicht als Volkshymne. Das Lied an und für sich ist durchaus hübsch und viel besser als die meisten Heil-Hymnen, scheint aber trotzdem nicht allgemeinen Anklang zu finden. Liegt es am Volke, an dem etwas hochtrabenden Tone der Dichtung oder an der Melodie? … Das Lied ist bis jetzt nur als Hofhymne, aber nicht als Volkshymne zu bezeichnen.“ In jüngster Zeit erlebte das Lied eine gewisse Renaissance; so wurde es etwa zur Eröffnung des Kulturquartiers Mecklenburg-Strelitz im April 2016 offiziell aufgeführt.

## Text

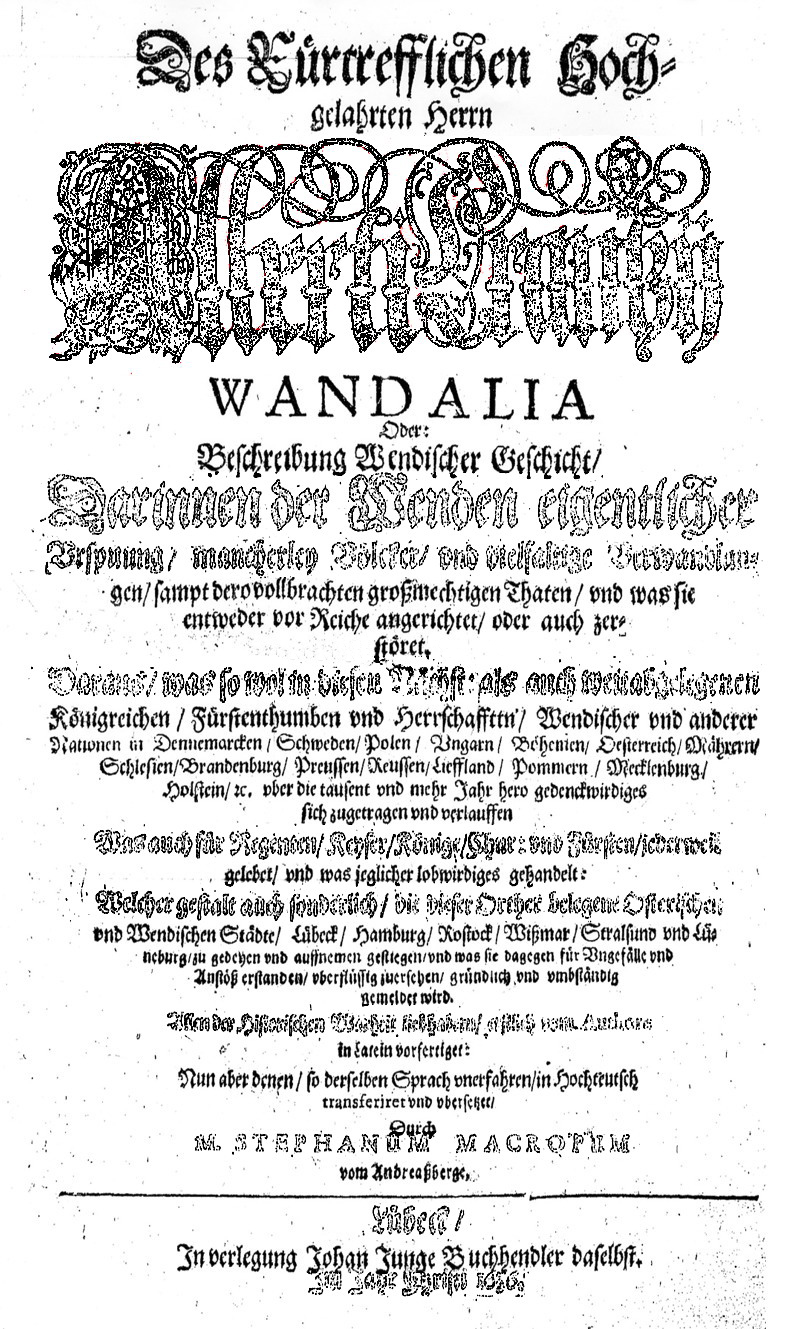
Albert Krantz: Wandalia (1519)

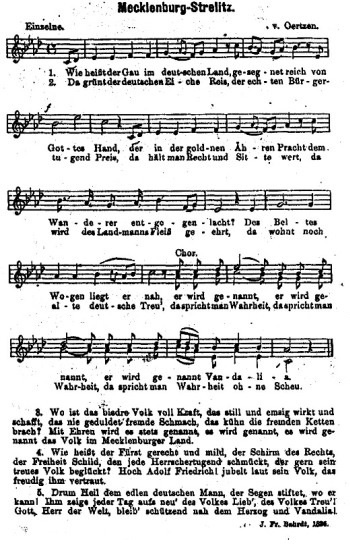
Vandalia-Hymne

Wie heißt der Gau im deutschen Land,

Gesegnet reich von Gottes Hand,

Der in der goldnen Ährenpracht

Dem Wanderer entgegen lacht?

Des Beltes Wogen liegt er nach,

Er wird genannt Vandalia.

Da grünt der deutschen Eiche Reis

Der echten Bürgertugend Preis,

Da hält man Recht und Sitte wert,

Da wird des Landmanns Fleiß geehrt,

Da wohnt noch alte deutsche Treu,

Da spricht man Wahrheit, Wahrheit ohne Scheu.

Wo ist das biedre Volk voll Kraft,

Das still und emsig wirkt und schafft,

Das nie geduldet fremde Schmach,

Das kühn die fremden Ketten brach?

Mit Ehren wird es stets genannt

Das Volk im Mecklenburger Land.

Wie heißt der Fürst gerecht und mild,

Der Schirm des Rechts, der Freiheit Schild,

Den jede Herrschertugend schmückt,

Der gern sein treues Volk beglückt?

Es leitet an der Liebe Band?

Georg nennt ihn sein Vaterland!

Drum Heil dem edlen deutschen Mann,

Der Segen stiftet, wo er kann!

Ihm zeige jeder Tag auf's neu'

Des Volkes Lieb', des Volkes Treu'!

Gott, Herr der Welt, bleib' schützend nah

Dem Herzog und Vandalia.